# 芦屋市立浜風小学校
芦屋市立浜風小学校（あしやしりつ はまかぜしょうがっこう）は、兵庫県芦屋市浜風町に所在する公立小学校。

## 沿革
- 1982年（昭和57年）5月12日 - 開校。

## 通学区域と進学先中学校
出典

### 通学区域
- 新浜町
- 浜風町
- 高浜町

### 進学先中学校
市立中学校に進学する場合
- 芦屋市立潮見中学校

## 周辺
- 社会福祉法人子どもの家福祉会幼保連携型認定こども園浜風あすのこども園 - 進学前こども園のひとつで、校地南西側に敷地が隣接。
- 芦屋市立東浜公園 - 芦屋市道緑道25号線をはさんで、校地東側に隣接。
  - 東浜公園テニスコート
- 芦屋市立みどり地域生活支援センター - 校地北側に隣接。
- 芦屋市立新浜公園 - 校地北側に隣接。
- 兵庫県住宅供給公社芦屋浜高層若葉町団地 - 芦屋市道緑道25号線をはさんで、校地東側に隣接。
- UR都市再生機構高浜町高層住宅 - 芦屋市道緑道21号線をはさんで、校地西側に隣接。
- 兵庫県警芦屋警察署高浜交番
- 芦屋高浜郵便局
- ツルハドラッグ芦屋浜シーサイド店
- ダイエーグルメシティ芦屋浜店
- 兵庫県立芦屋国際中等教育学校
- 芦屋市環境処理センター
- 社会福祉法人明倫福祉会高齢者福祉施設愛しや

## アクセス
芦屋市道打出浜1号線沿いにある正門まで
- 阪急バス「シーサイドセンター」停留所より、
  - 1番のりば「若葉町行（西向き）方面」（阪急芦屋川駅、JR芦屋駅、阪神芦屋駅、芦屋病院前、阪急夙川駅、苦楽園(循環)、岩園町、JR芦屋駅(南口)）から、徒歩約325m・約5分。
  - 2番のりば「高浜町行（北向き）方面」（阪急芦屋川駅、JR芦屋駅、阪神芦屋駅、芦屋病院前、苦楽園(循環)、岩園町、大東町、芦屋浜営業所前）から、375m・約5分。
  - 3番のりば「浜風町行（東向き）方面」（阪神打出駅、JR芦屋駅、阪急芦屋川駅、甲南高校前、芦屋病院前、新浜町）から、徒歩約145m・約2分。

## 通学区域が隣接している学校
- 芦屋市立潮見小学校
- 芦屋市立宮川小学校
- 芦屋市立打出浜小学校
- 西宮市立香櫨園小学校 （海を挟んで隣接。）
- 西宮市立総合教育センター付属西宮浜義務教育学校 （海を挟んで隣接。）